# Tenboersterpolder
De Tenboersterpolder (ook: Ten Boersterpolder) is een voormalig waterschap in de provincie Groningen.
De polder lag ten noordoosten van Ten Boer. De noordoost grens lag bij het Westerwijtwerdermaar, de zuidoostgrens bij het Damsterdiep, de zuidwestgrens liep door het dorp Ten Boer en kwam ongeveer overeen met de Gaykingastraat en de noordwestgrens kwam overeen met de Stadsweg. Het huidige dorp Ten Boer beslaat bijna de gehele polder. De molen stond aan het Westerwijtwerdermaar (door Geertsema het Stedumermaar genoemd) op de plek waar nu een gemaaltje staat. 
Waterstaatkundig gezien ligt het gebied sinds 2000 binnen dat van het waterschap Noorderzijlvest.